# Louie
Louie (títol original en francès, Didou, dessine-moi) és una sèrie de televisió d'animació francesa produïda per Millimages. La sèrie és una adaptació basada en els còmics d'Yves Got. La sèrie va ser desenvolupada per Isabeau Merle i dirigida per Frédéric Mege, Frédérick Chaillou i François Narboux. El repartiment de veu original està format per Marceau Villand com a Louie i Bonnie Lener com a Sophie. S'ha doblat al català pel canal Super3.
La sèrie es va emetre al bloc de Zouzous de France 5, a Nickelodeon, a Super RTL, a Discovery Kids a Amèrica Llatina, Disney Channel, a ABC, a CITV i a CBeebies.
Una sèrie derivada, titulada Les construccions d'en Louie i la Yoko, es va estrenar el 6 de març de 2020 a la plataforma Okoo de France Télévisions i també es va doblar al català.